# Tundża (gmina)
Tundża (bułg. Община Тунджа) – gmina w południowo-wschodniej Bułgarii, w obwodzie Jamboł.

## Miejscowości
Miejscowości wchodzące w skład gminy Tundża:
- Asenowo (bułg.: Aсеново),
- Bezmer (bułg.: Безмер),
- Bojadżik (bułg.: Бояджик),
- Bolarsko (bułg.: Болярско),
- Botewo (bułg.: Ботево),
- Chadżidimitrowo (bułg.: Хаджидимитрово),
- Chanowo (bułg.: Ханово),
- Czargan (bułg.: Чарган),
- Czełnik (bułg.: Челник),
- Drama (bułg.: Драма),
- Drażewo (bułg.: Дражево),
- Drjanowo (bułg.: Дряново),
- Generał Inzowo (bułg.: Генерал Инзово),
- Generał Toszewo (bułg.: Генерал Тошево),
- Golam manastir (bułg.: Голям манастир),
- Gyłybinci (bułg.: Гълъбинци),
- Kabile (bułg.: Кабиле),
- Kałczewo (bułg.: Калчево),
- Karawełowo (bułg.: Каравелово),
- Konewec (bułg.: Коневец),
- Kozarewo (bułg.: Козарево),
- Krumowo (bułg.: Крумово),
- Kukorewo (bułg.: Кукорево),
- Małomir (bułg.: Маломир),
- Meden kładenec (bułg.: Меден кладенец),
- Meżda (bułg.: Межда),
- Miładinowci (bułg.: Миладиновци),
- Mogiła (bułg.: Могила),
- Owczi kładenec (bułg.: Овчи кладенец),
- Okop (bułg.: Окоп),
- Pobeda (bułg.: Победа),
- Robowo (bułg.: Робово),
- Roza (bułg.: Роза),
- Sawino (bułg.: Савино),
- Simeonowo (bułg.: Симеоново),
- Skalica (bułg.: Скалица),
- Słamino (bułg.: Сламино),
- Stara reka (bułg.: Стара река),
- Tenewo (bułg.: Тенево),
- Tyrnawa (bułg.: Търнава),
- Weselinowo (bułg.: Веселиново),
- Widinci (bułg.: Видинци),
- Zawoj (bułg.: Завой),
- Złatari (bułg.: Златари).